# تپه بی باغلی بزرگ
تپه بی باغلی بزرگ مربوط به عصر آهن - دوره هخامنشی است و در شهرستان بیله‌سوار، بخش مرکزی، دهستان گوگ تپه، روستای بی باغلی واقع شده و این اثر در تاریخ ۱۲ شهریور ۱۳۸۶ با شمارهٔ ثبت ۱۹۳۸۰ به‌عنوان یکی از آثار ملی ایران به ثبت رسیده است.